# Fred Stoller

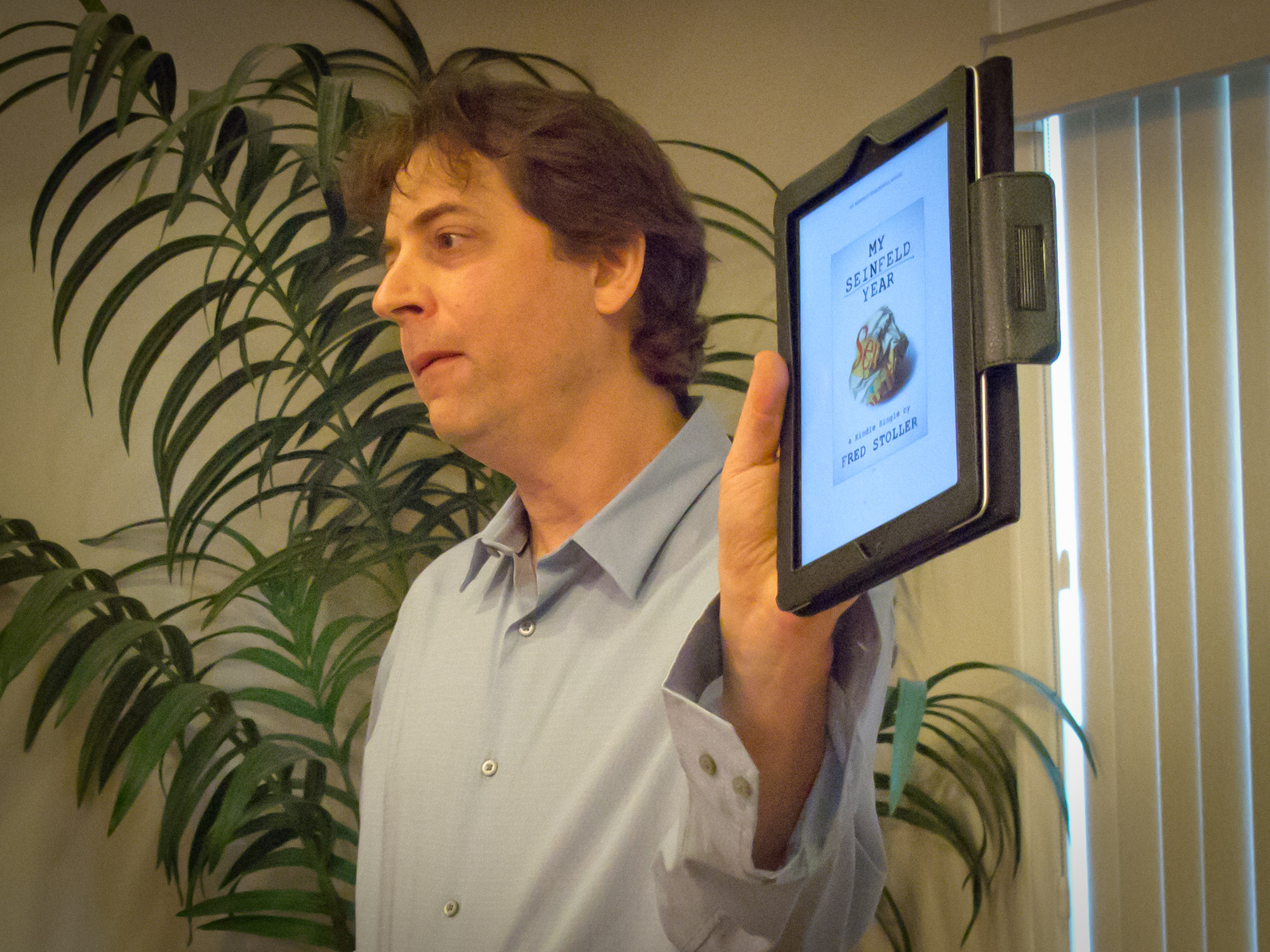

Frederick "Fred" Stoller, född 19 mars 1958, är en amerikansk komiker och skådespelare.
Bland hans roller märks den som Gerard i komediserien Alla älskar Raymond.